# فرانك كامينغز
فرانك كامينغز (بالإنجليزية: Frank Mark Cummings)‏ هو مجدف أسترالي، ولد في 31 مارس 1891 في Serviceton, Victoria ‏ في أستراليا، وتوفي في 11 نوفمبر 1954 في جسر موراي في أستراليا.

## وصلات خارجية
- فرانك كامينغز على موقع أوليمبيديا (الإنجليزية)
- فرانك كامينغز على موقع اللجنة الأولمبية الأسترالية (الإنجليزية)